# Anacamptodes fragilaria
Anacamptodes fragilaria (tên tiếng Anh: Bướm đêm Kiawe) là một loài bướm đêm thuộc họ Geometridae. Nó được tìm thấy ở Hawaii (Kauai, Niihau, Oahu, Molokai, Maui và Hawaii) cũng như California, nơi nó là loài bản địa.
There are five generation per year.
Ấu trùng là loài gây hại các loài cam chanh. Cây chủ là Acacia farnesiana, Amaranthus, Antigonon leptopus, Bauhinia monandra, Calliandra haematoma, Cassia grandis, Cassia javanica X Cassia fistula, Cordia subcordata, Desmanthus virgatus, Hibiscus, Ipomoea tuberosa, Justicia betonica, Leucaena glauca, Litchi chinensis, Macadamia ternifolia, Malvastrum tricuspidatum, Momordica balsamina, Nicotiana glauca, Ocimum basilicum, Passiflora foetida, Pithecolobium dulce, Poinciana regia, Portulaca oleracea, Prosopis chilensis, Psidium cattleianum, Rosa, Samanea saman, Santalum album, Schinus molle, Schinus terebinthifolius, Sida, Spathodes campanulata, Tectona grandis và Terminalia catappa.

## Hình ảnh

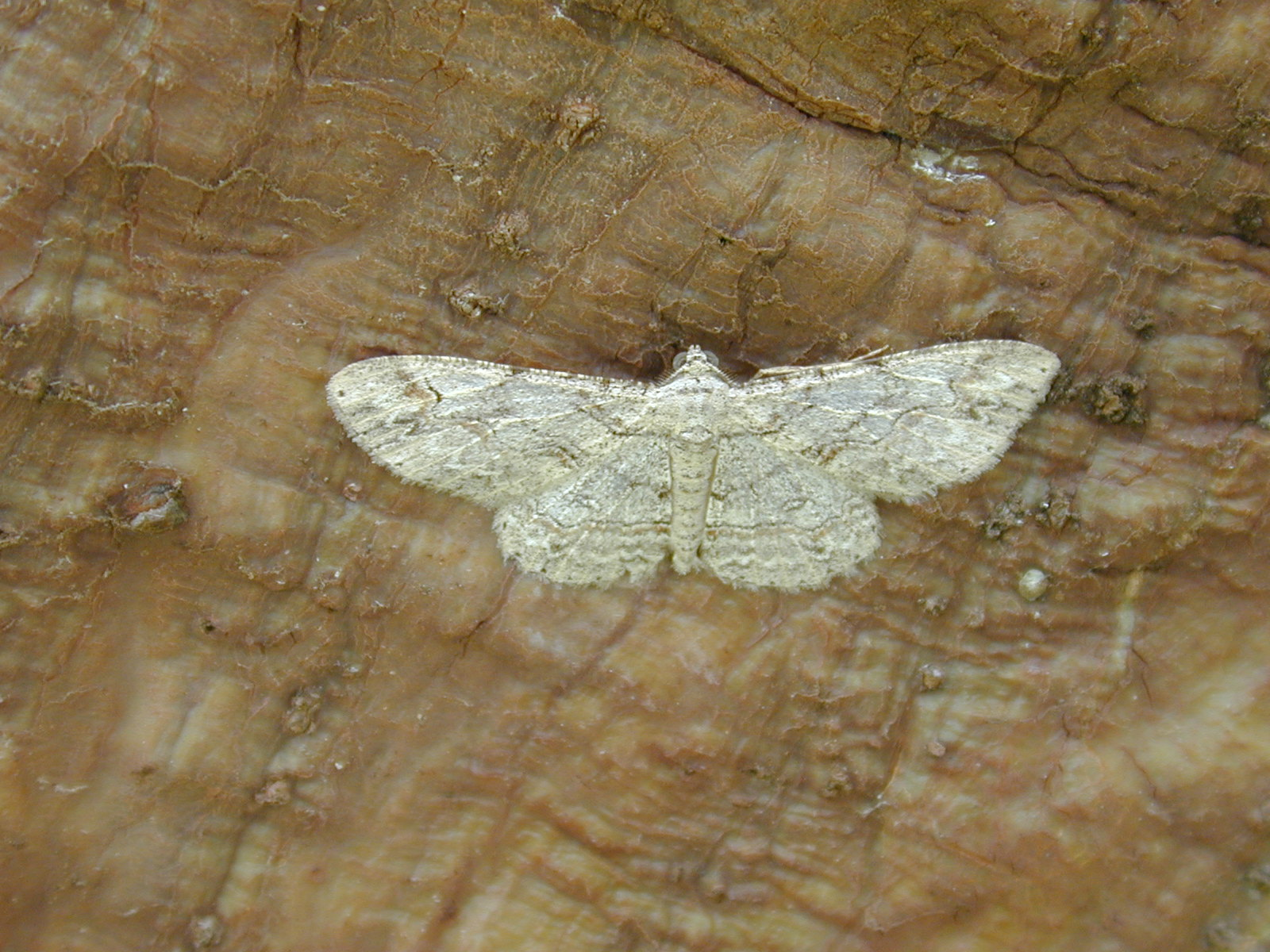
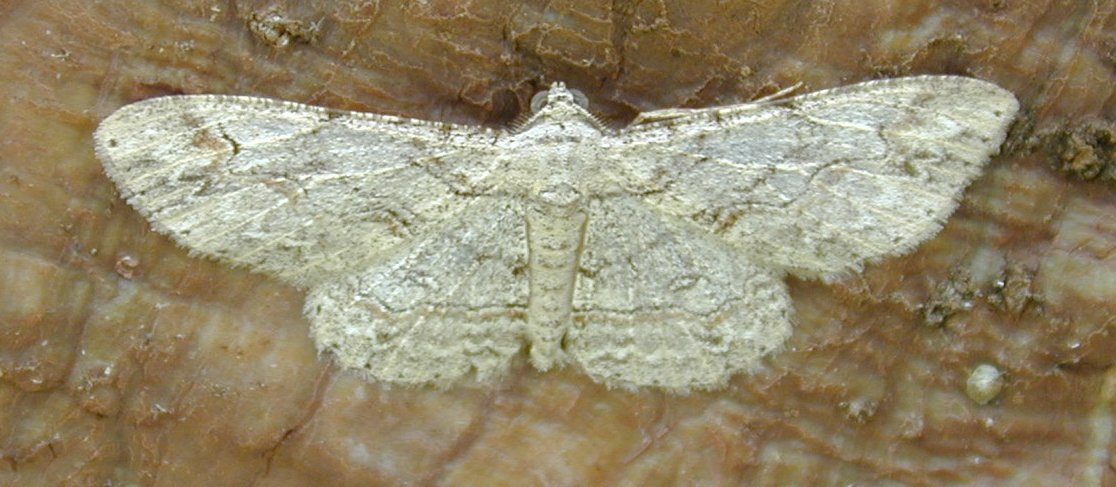
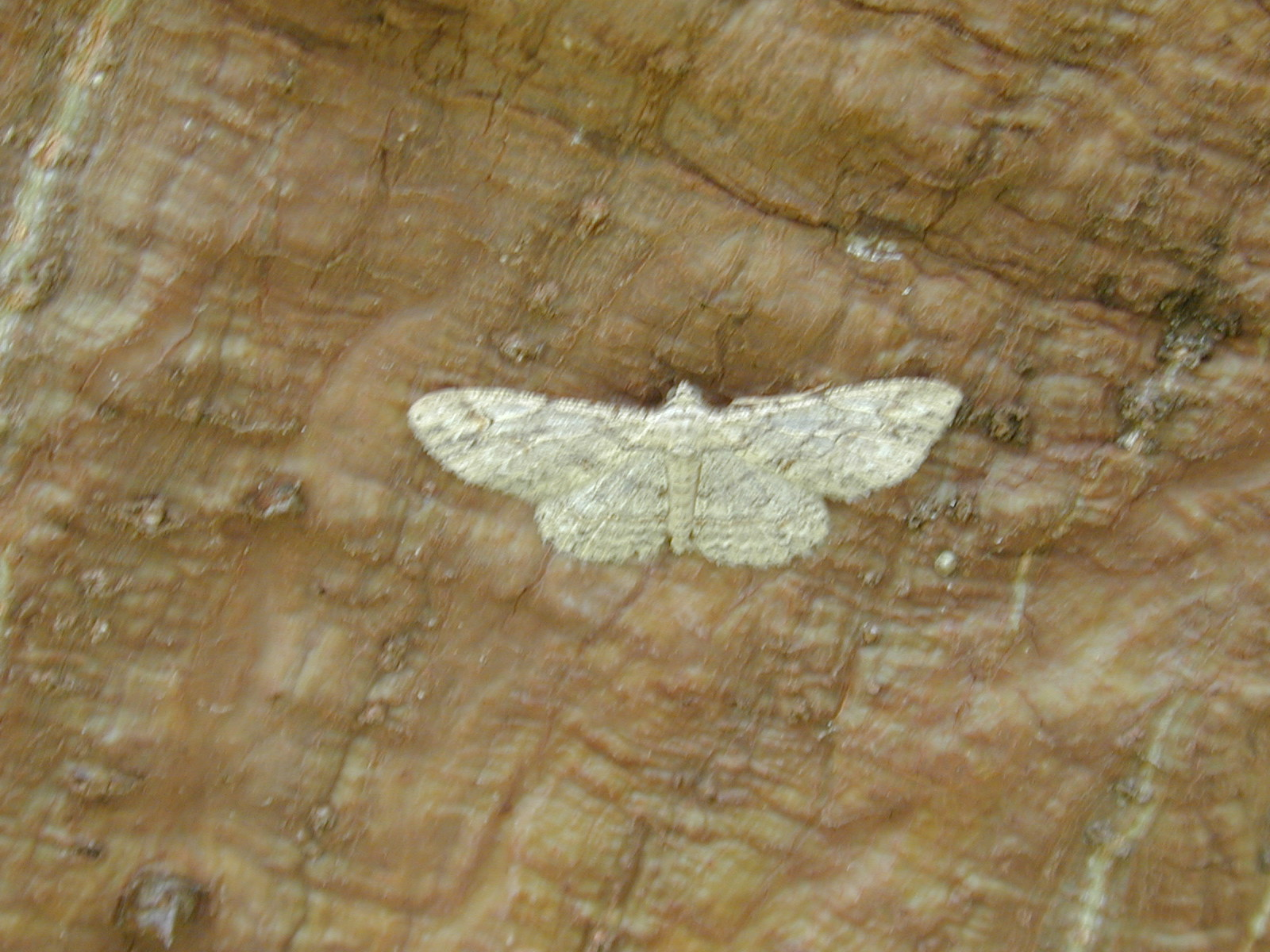
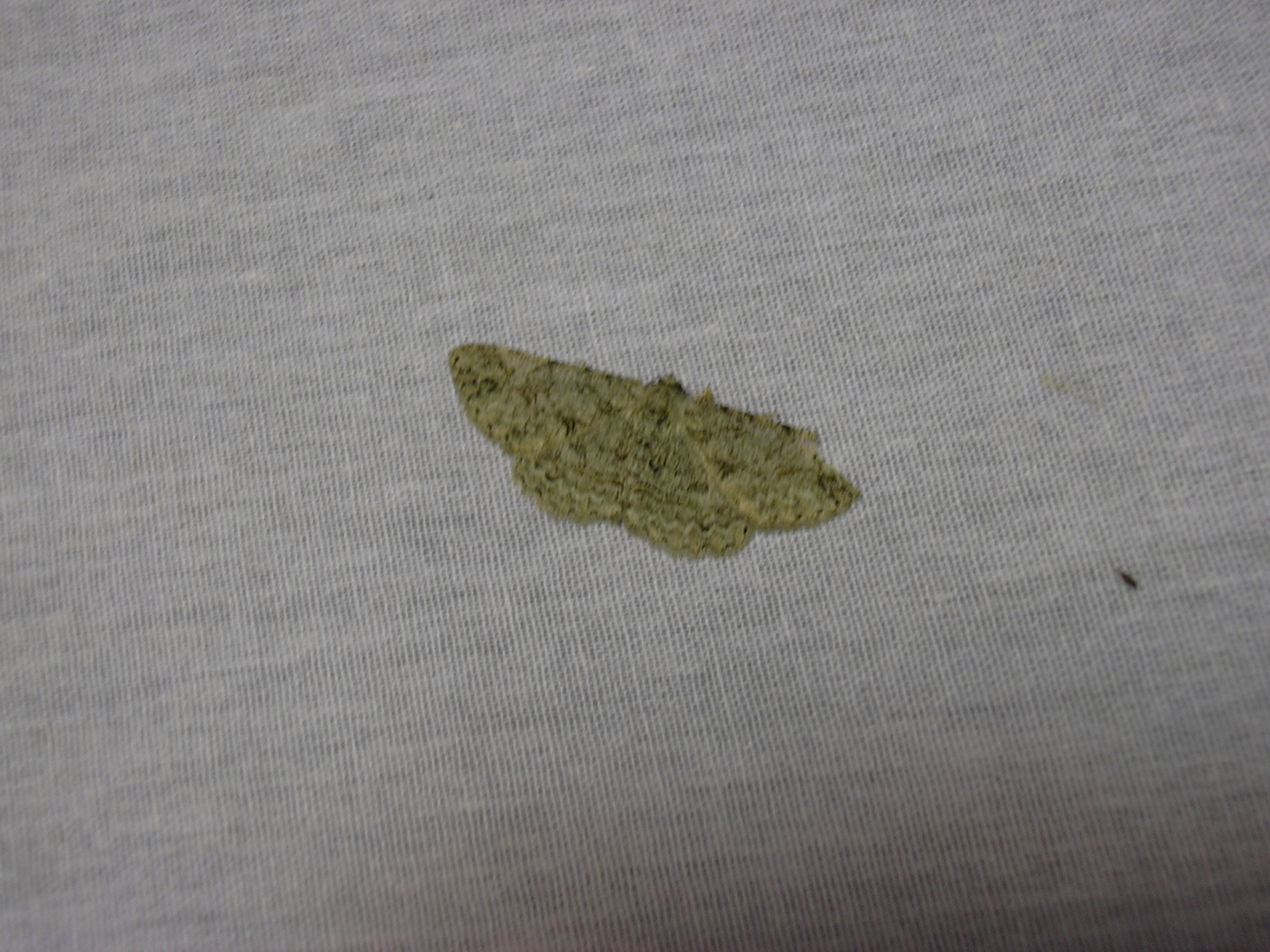